# Stazione di Alcantara
La stazione di Alcantara è una stazione ferroviaria della linea ferroviaria Messina-Siracusa; è posta al km 284+156 della stessa. La stazione è di diramazione perché origine della ferrovia Alcantara-Randazzo tra 1959 e il 2002. Nel 2022 sono iniziati i lavori di ripristino, a fini turistici, della diramazione per Randazzo, in prima battuta fino alla stazione di Francavilla di Sicilia.

## Storia
La stazione originaria venne costruita in prossimità del fiume Alcantara, da cui prese nome in virtù di una consolidata consuetudine, nell'ambito del programma di costruzione della ferrovia Messina-Catania della Società Vittorio Emanuele per connettere l'estremo lembo nord della Sicilia e il porto di Messina alle zone produttive della costa orientale dell'Isola. La stazione venne costruita nella zona soprastante l'abitato di Giardini-Naxos. Venne aperta il 3 gennaio 1867 contestualmente all'apertura all'esercizio del secondo tronco ferroviario Giardini-Catania della ferrovia Messina-Catania. La stazione subì un radicale rinnovamento con un ampliamento del piazzale di stazione e la ricostruzione del piccolo edificio originario sostituito da uno più grande di disegno moderno e lineare nell'ambito dei lavori di costruzione della linea per Randazzo iniziati a partire dagli anni trenta e terminati a metà degli anni cinquanta. L'inaugurazione della linea avvenuta il 4 giugno 1959 coincise con l'apertura operativa della nuova stazione. La stazione fu presenziata da Dirigente Movimento e fu sede del Dirigente Unico della linea fino agli anni novanta.
Nella seconda metà degli anni novanta la sede della dirigenza unica fu soppressa in quanto venne previsto l'esercizio a spola sulla linea per Randazzo. In seguito all'installazione di un apparato ACEI telecomandabile la stazione è esercita in telecomando DCO.

## Strutture e impianti
La stazione consiste di un fabbricato realizzato negli anni cinquanta, che sostituì quello antecedente inadatto alla nuova funzione di stazione di diramazione, con decorazione esterna in travertino e larghi marciapiedi. La stazione tuttavia è priva di sottopassaggi. È posta a poco più di metà percorso tra Messina e Catania, sul tratto a semplice binario dell'importante collegamento ferroviario. Fino alla chiusura della linea diramata dell'Alcantara era importante dal punto di vista della circolazione treni in quanto stazione di diramazione e di interscambio. In essa era la sede della Dirigenza unica relativa alla linea diramata.
Il fascio binari comprende 5 binari, di cui 3 atti al servizio viaggiatori. Il primo binario è quello di inizio del corretto tracciato per la linea Alcantara-Randazzo il cui servizio ferroviario è stato soppresso. Da esso si dirama il secondo, mentre il terzo è quello di corretto tracciato per i treni in transito provenienti da Catania o da Messina. Il 4 e 5 binario ad esso sono direttamente collegati. Esiste anche un piccolo fascio di binari tronchi per carico e scarico a nord-est del fabbricato. Vi si trova un ponte a bilico per la pesatura dei carri merci da 40 t lungo 9 m e di sagoma limite.

## Movimento

### Linea Messina-Catania
Nel 1938 la stazione era sede di fermata di 6 treni accelerati provenienti da Messina; in senso inverso vi fermavano 5 treni accelerati dei quali due provenienti da Siracusa.
L'orario ufficiale del 1975 riportava la fermata di 9 treni in servizio locale, di un diretto proveniente da Roma Termini. In senso inverso i treni aventi fermata erano 6.
Nel 2014 nell'impianto fermano i treni viaggiatori regionali operati da Trenitalia nell'ambito del contratto di servizio previsto per la Regione Siciliana: il servizio offre la fermata di 11 treni regionali feriali provenienti da Messina o da Taormina-Giardini. In senso inverso i treni che vi effettuano fermata sono 12.

### Linea Taormina-Randazzo
L'orario ufficiale del 1964 riportava la fermata di 4 treni di automotrici in servizio locale provenienti da Taormina-Giardini e diretti a Randazzo e di 4 in senso inverso; l'ultima corsa serale per Randazzo proveniva da Catania e l'ultima in senso inverso proseguiva su Catania Centrale.
Nel 1973 si aggiungevano ad esse due ulteriori coppie di corse, limitate a Francavilla di Sicilia, effettuate nel periodo scolastico.
Le corse vennero mantenute fino alla chiusura della linea all'esercizio ma con orari mutati in funzione delle esigenze del servizio a spola.
Poco importante era il movimento merci limitato all'arrivo di carri bestiame per conto di un importante importatore locale, nonché alla composizione dei treni per Randazzo, in particolare per quelli stagionali della transumanza.

## Interscambi
Fino al giugno 1994 avveniva lo scambio con i treni diretti a Francavilla di Sicilia e Randazzo.